# 북부집박쥐
북부집박쥐 또는 쿠프만집박쥐(Pipistrellus westralis)는 애기박쥐과에 속하는 박쥐의 일종이다. 오스트레일리아에서만 발견된다. 오스트레일리아에서 가장 작은 박쥐 종이다. 평균 몸무게가 3g에 불과하다.

## 분포 및 서식지
북부집박쥐는 망그로브 서식지에서 주로 서식하지만, 인근 지역의 덤불 숲과 강기슭 숲에서도 발견된다. 웨스턴 오스트레일리아 주 북부 해안과 노던 준주 북부 해안 그리고 퀸즐랜드 북부의 서부 해안을 따라서 분포한다.

## 보전 상태
비록 제한적으로 분포하지만, 분포 지역 안에서 흔하게 발견되며 개체수는 안정적으로 추정된다. 지금 현재의 유일한 주요 위협 요인은 서식지 감소이다. 카카두 국립공원과 킵 리버 국립공원, 섭정 황태자 보전구역을 포함한 다수의 보호 지역 안에서 발견된다.